# Camila Bomfim
Camila Bomfim (Brasília, 17 de dezembro de 1985) é uma jornalista, repórter e apresentadora brasileira. É colunista e repórter de política no portal G1 e tambem é apresentadora do Conexão GloboNews no canal pago GloboNews e apresentadora eventual do Jornal Hoje.

## Biografia
Filha de um economista e de uma pedagoga, Camila é formada em jornalismo e também em ciência política pela Universidade de Brasília. Começou em 2003, aos 17 anos, como redatora do Correio Braziliense, e também como repórter da agência de notícias online do jornal, o Correio Web, na cobertura de pautas políticas. Após sua passagem pelo Correio, a jornalista ainda passou pela Rádio Nacional de Brasília.
Na televisão, começou em 2005 na TV Brasília, na época afiliada a Rede 21, como apresentadora do jornal Acorda Brasília. Seu bom desempenho fez com que no ano seguinte, fosse contratada pela TV Globo Brasília para trabalhar como repórter local.
Durante muitos anos, Camila foi repórter de política da TV Globo e da GloboNews. Em 11 de novembro de 2009, um dia após o blecaute de energia que atingiu o país, a jornalista teve um desentendimento ao vivo com a repórter Venina Nunes da Rede Record, por causa de uma entrevista com o secretário-executivo do Ministério de Minas e Energia, Márcio Zimmermann.
Entre 2015 e 2017, teve destaque ao cobrir os rumos da Operação Lava Jato e pela cobertura foi eleita a Jornalista do Ano pelo Prêmio Engenho de Comunicação. Entre 2016 e 2019, foi apresentadora eventual do DFTV.
Em 2021, se tornou apresentadora do Conexão GloboNews direto dos estúdios de Brasília, ao lado de José Roberto Burnier, de São Paulo e Leilane Neubarth, do Rio de Janeiro. Em 2022, esteve presente também na cobertura das Eleições 2022, e no mesmo ano se tornou apresentadora eventual do Jornal Hoje aos sábados.

## Filmografia
| Ano           | Nome              | Cargo                  |
| ------------- | ----------------- | ---------------------- |
| 2005–2006     | Acorda Brasília   | Apresentadora          |
| 2006–2010     | Em Cima da Hora   | Repórter               |
| 2006–2015     | DFTV              | Repórter               |
| 2006–2021     | Jornal da Globo   | Repórter               |
| 2010–2021     | Jornal GloboNews  | Repórter               |
| 2012–2021     | Jornal Nacional   | Repórter               |
| 2021–presente | Conexão GloboNews | Apresentadora          |
| 2022–presente | Jornal Hoje       | Apresentadora eventual |

## Prêmios
| Ano  | Prêmio                        | Categoria         | Trabalho                                    | Resultado |
| ---- | ----------------------------- | ----------------- | ------------------------------------------- | --------- |
| 2017 | Prêmio Engenho de Comunicação | Jornalista do Ano | Cobertura da Operação Lava Jato na TV Globo | Vencedor  |